# Reftarıdil Kadınefendi
Reftarıdil Kadınefendi (5. června 1838 – 3. března 1936) byla druhá manželka osmanského sultána Murada V.

## Životopis
Reftarıdil se narodila v roce 1838 abchazskému knížeti, Hatkoyukovi Hatkovi. Její rodina měla ve zvyku žít na pobřeží Černého moře. Měla dvě sestry – Terandil a Ceylanmelek, které byly stejně jako ona poslány do paláce a poté provdány za vysoce postavené politiky. Byla milující dívkou s růžovou pletí, velkýma modrýma očima, dlouhým nosem a kulatým obličejem. Byla také milá a měla dobré srdce. 
Po několika letech v paláci si jí všiml princ Murad (později sultán Murad V.) a v únoru 1859 se stala jeho druhou manželkou. Porodila mu dva syny – Şehzade Mehmeda Selaheddina a Şehzade Suleimana Efendiho, který zemřel krátce po narození. Získala post İkinci Kadın (Její výsost druhá dáma konkubína), když usedl Murad V. na trůn. Po jeho abdikaci a po jeho smrti v roce 1904 byla stále uvězněna v paláci Çırağan společně s ostatními členy jeho rodiny. V roce 1910 její syn Selaheddin koupil sídlo v Örtakoy. 
V roce 1934 přijala nové jméno Hatgil. Měla neteř Cemile Dilberistan, která se provdala za prince Selaheddina Efendiho. Zemřela v Örtakoyském paláci v Istanbulu v březnu 1936. 